# Penicillium camemberti
Espèce
Penicillium camemberti est une espèce de champignons ascomycètes. Il est utilisé pour la fabrication du camembert et du brie. C'est lui qui produit la croûte du fromage faite de filaments blancs (moisissure).
Ce champignon est également utilisé pour la préparation de camembert végétal (végane).

## Diversité génétique
Du fait d'une forte sélection génétique des souches par la filière agroalimentaire, certains scientifiques s'inquiètent du risque de dégénérescence de ce ferment indispensable aux fromages à croute fleurie,.

## Santé
Il peut produire de l'acide cyclopiazonique, une mycotoxine dangereuse pour la consommation humaine et animale.

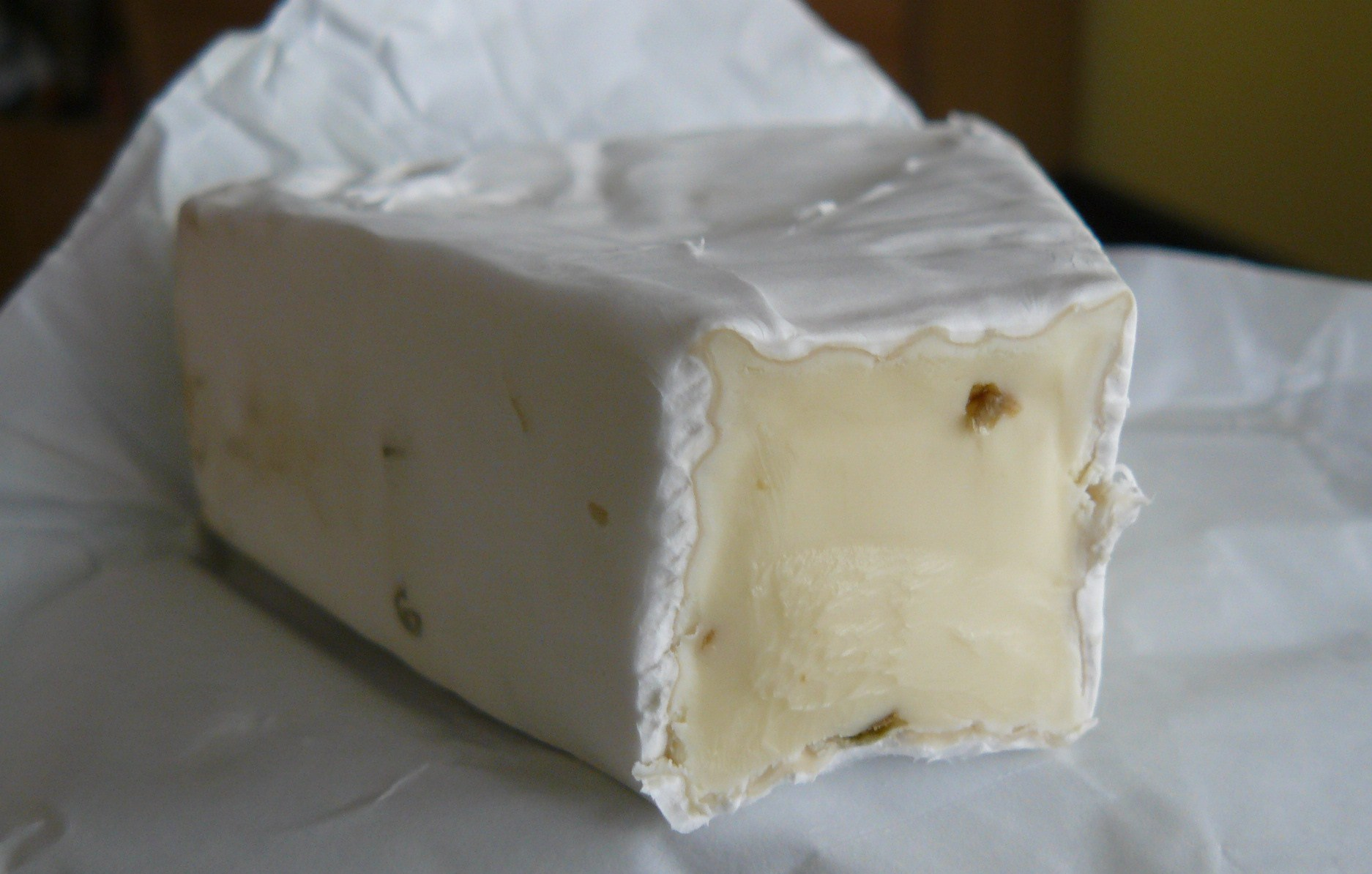
Développement de Penicillium camembertii à la surface d'un Brie industriel

## Synonymes
- Penicillium candidum Roger
- Penicillium biforme Thom
- Penicillium caseicola Bainier

Dans la littérature, on trouve des variantes orthographiques comme camemberti (nom officiel publié et conforme au génitif latin), camenbertii ou camenberti.